# Thanh trà

Thanh trà tức Bouea macrophylla là một loài thực vật có hoa trong họ Đào lộn hột. Loài này được Griff. mô tả khoa học đầu tiên năm 1841. Bản địa thanh trà là bán đảo Mã Lai và Java.

## Canh tác
Thanh trà tương đối dễ trồng, ưa nắng. Tại Việt Nam thanh trà mọc hoang ở vùng Bảy Núi, đến thập niên 1950 thì bắt đầu có mặt ở Cần Thơ sau được trồng nhiều suốt từ An Giang xuôi xuống Vĩnh Long, Cần Thơ và được coi là đặc sản Miền Tây Nam Bộ. Cây từ 3 tuổi trở lên bắt đầu có trái. Từ khi ra bông đến khi chín là khoảng ba tháng. Mùa thu hoạch là từ tháng 12 đến tháng 4 là mùa rộ.

## Công dụng
Thanh trà là một loại cây ăn trái, có hai loại: ngọt và chua. Thanh trà ngọt trái màu vàng lợt, vỏ dày. Thanh trà chua màu vàng sẫm, vỏ mỏng. Vị thanh trà khi ngọt tương tự như xoài chín (hoặc vị cóc chín, tuỳ theo cảm nhận của mỗi người). Loại chua thường dùng nấu canh, làm gỏi, dầm muối ớt hay ngào đường ăn như mứt, ăn ngay quả đang chín không cần chế biến.

## Hình ảnh

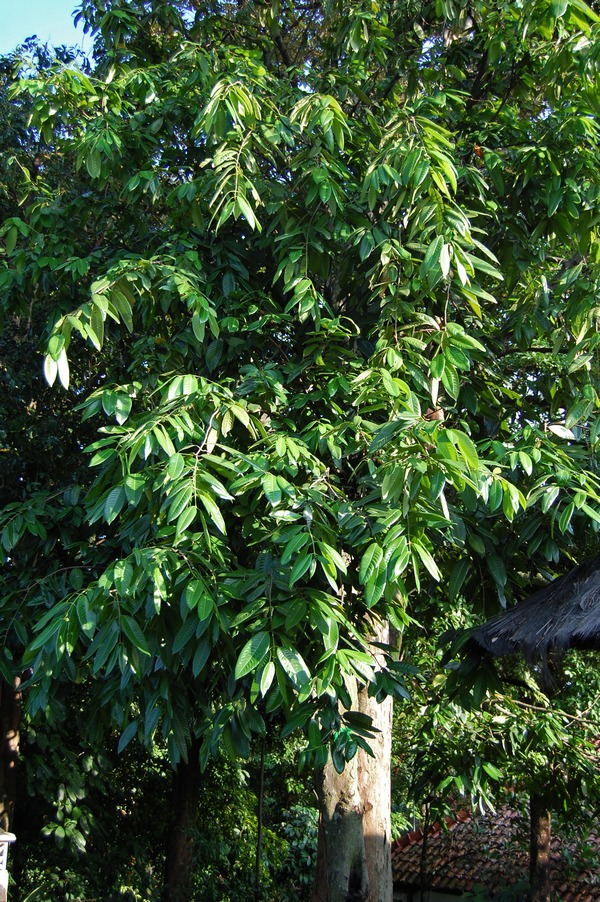
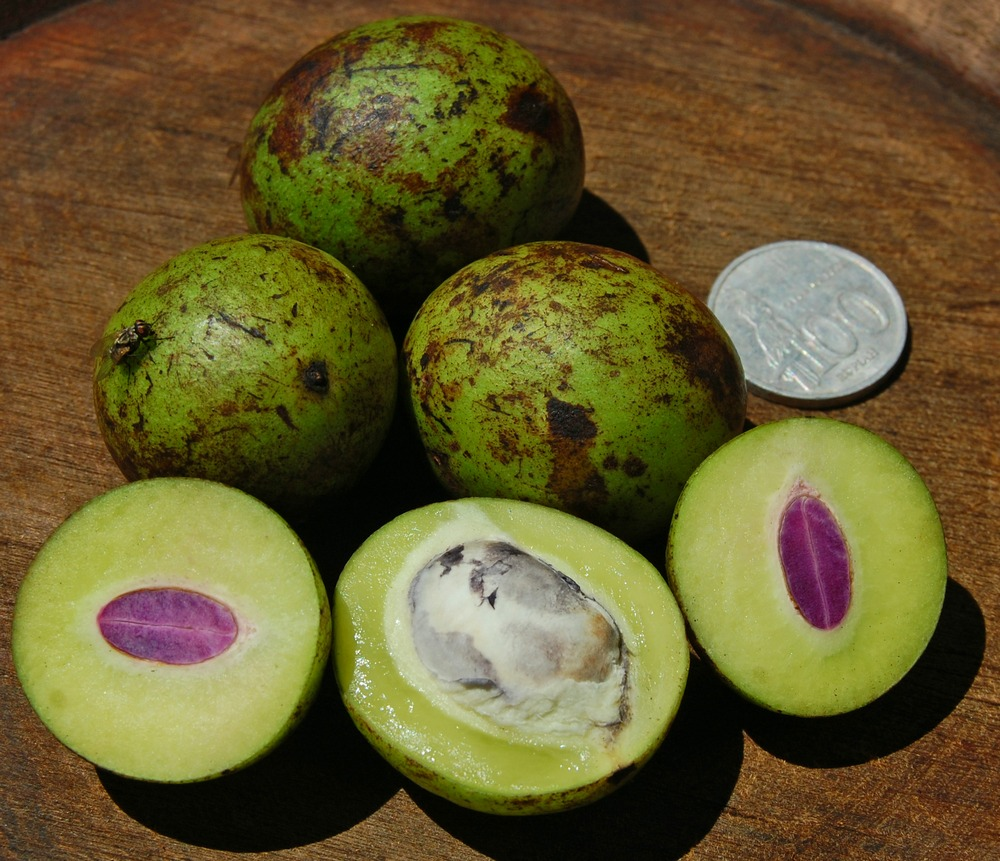
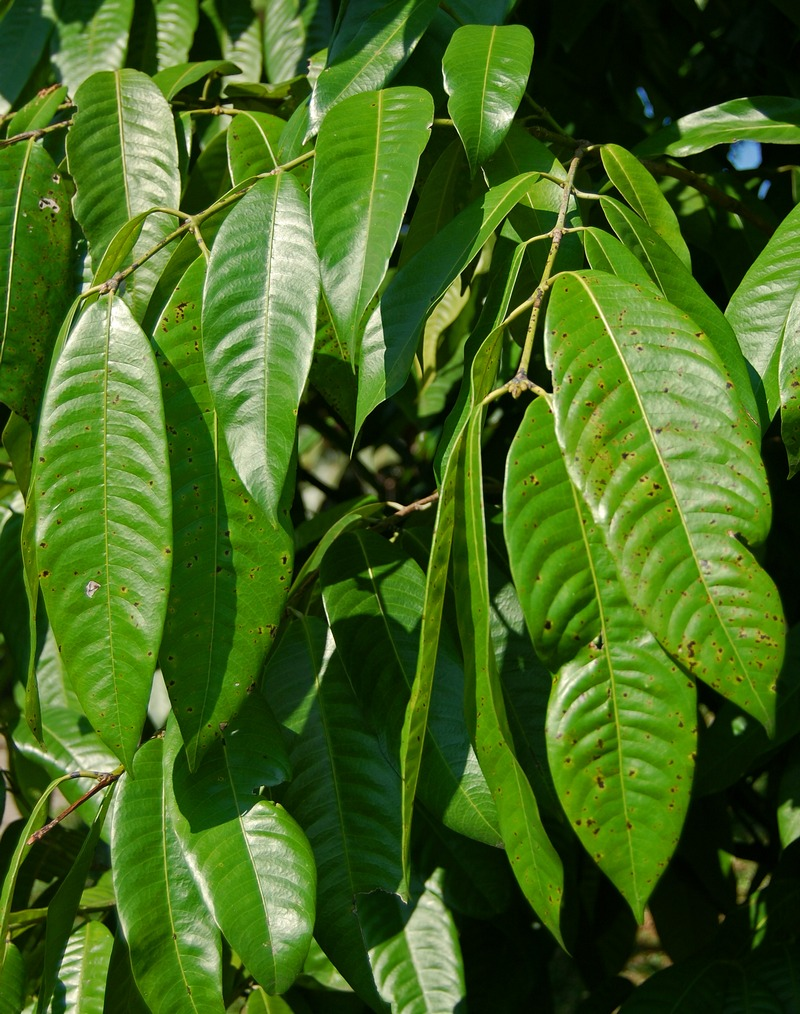
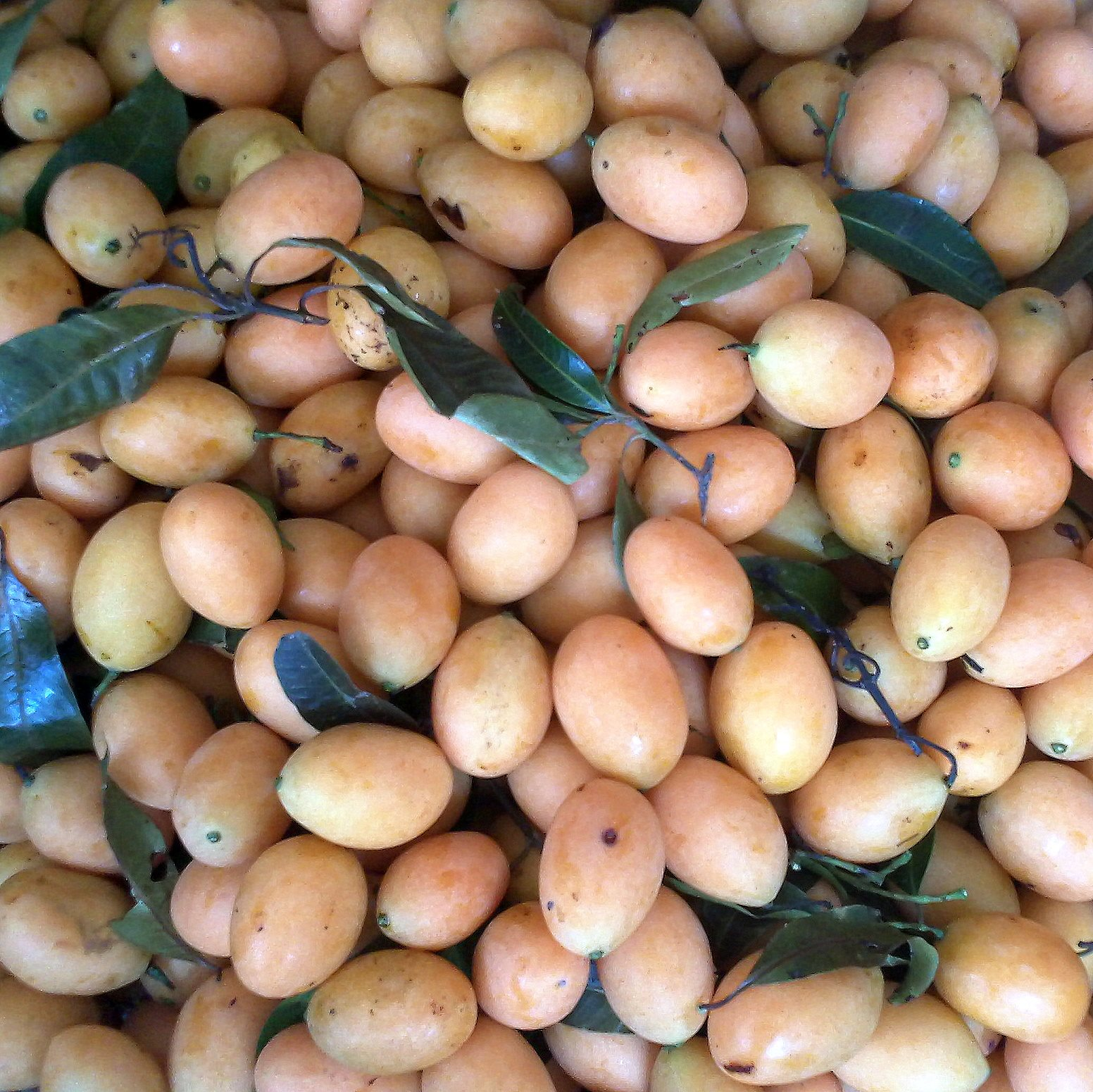
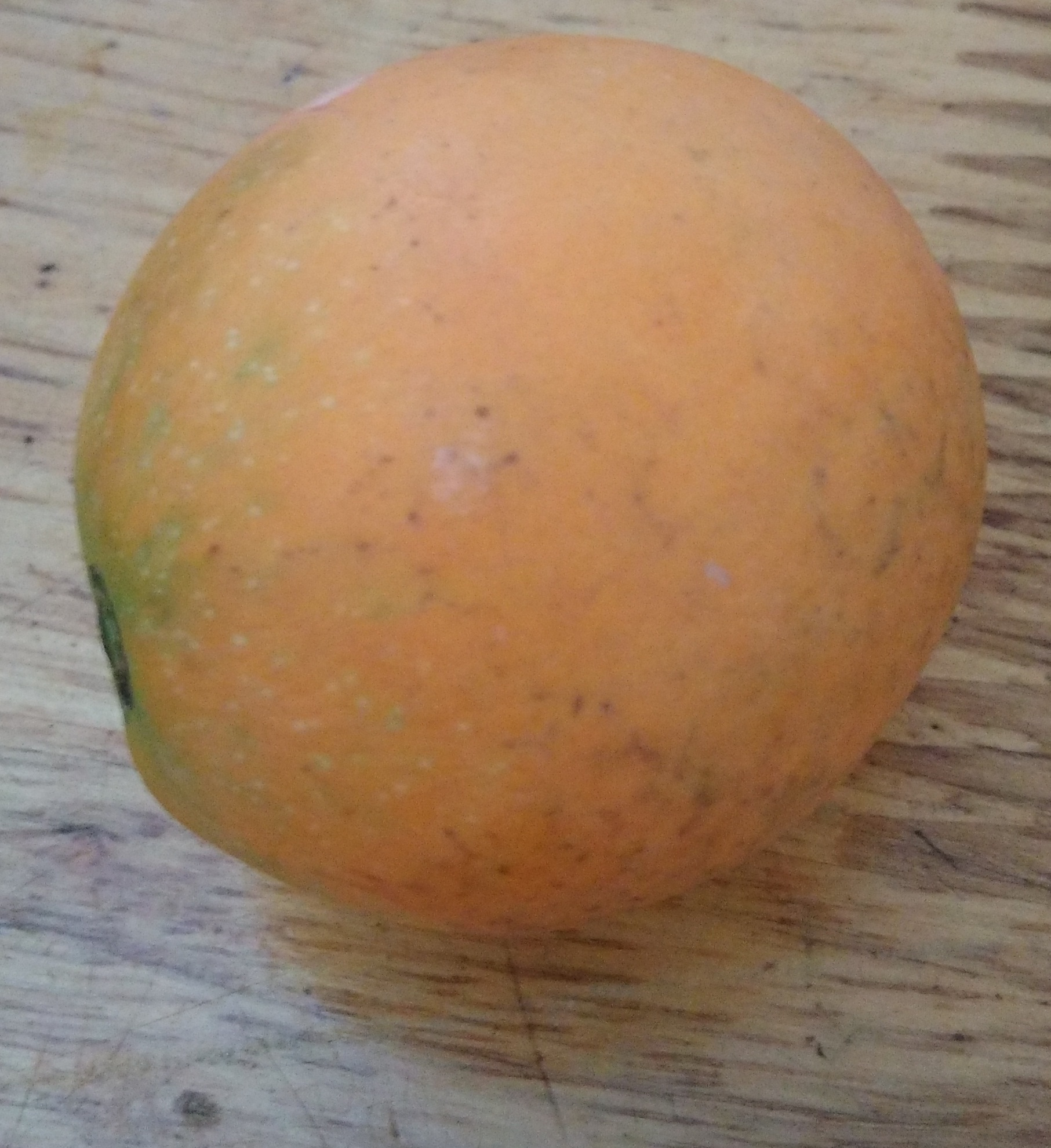